# 유지보수운영
유지보수운영(維持補修運營, 영어: maintenance, repair and operations/maintenance, repair, and overhaul, MRO) 또는 단순히 유지관리(維持管理)는 완공된 시설물의 기능을 보전하고 시설물 이용자의 편의와 안전을 도모하기 위하여 일상적으로 점검 정비하고 손상된 부분을 원상 복구하는 등 시설의 기능유지 보전에 필요한 활동을 하는 것이다. 영어로 O&M이라 할 경우는 조작(operation)이 포함된 유지관리이고, maintenance라 하면 조작이 포함되지 않은 좁은 의미의 유지관리이다.
유지관리의 기술적 의미에는 필요한 장치, 장비, 기계, 건물 인프라 및 산업, 비즈니스 및 주거 시설의 지원 유틸리티의 기능 점검, 서비스, 수리 또는 교체가 포함된다. 시간이 지남에 따라 여기에는 장비 작동을 유지하기 위한 다양한 비용 효율적인 방법을 설명하는 여러 용어가 포함되었다. 이러한 활동은 고장 전후에 발생한다.

## 같이 보기
- 예방정비(en:Preventive maintenance, PM)
- 제품수명주기(product lifecycle, PLM)
- 항공기 정비
- 버스 차고지
- 공작창
- 신뢰성 공학
- 수리할 권리